# Arkadelphia
La ville d’Arkadelphia est le siège du comté de Clark, dans l’Arkansas, aux pieds des montagnes Ouachita, aux États-Unis. Sa population s’élevait à 10 714 habitants lors du recensement de 2010, estimée à 10 650 habitants en 2017.
La ville est traversée par la rivière Ouachita.

## Histoire
La zone a été peuplée dès 1811. La ville s’est d’abord appelée Blakelytown jusqu’en 1838, date à laquelle le nom actuel a été adopté. Celui-ci est composé de Ark-, du nom de l’État, et de -adelphia comme dans Philadelphia.

## Démographie
| Groupe          | Arkadelphia | Arkansas | États-Unis |
| --------------- | ----------- | -------- | ---------- |
| Blancs          | 65,5        | 77,0     | 72,4       |
| Afro-Américains | 30,3        | 15,4     | 12,6       |
| Métis           | 1,6         | 2,0      | 2,9        |
| Autres          | 1,3         | 3,6      | 6,4        |
| Asiatiques      | 0,8         | 1,2      | 4,8        |
| Amérindiens     | 0,5         | 0,8      | 0,9        |
| Total           | 100,0       | 100,0    | 100,0      |
|                 |             |          |            |
| Hispaniques     | 3,2         | 6,4      | 16,7       |

Selon l’American Community Survey, pour la période 2011-2015, 92,48 % de la population âgée de plus de 5 ans déclare parler l'anglais à la maison, 5,69 % l’espagnol et 1,82 % une autre langue.
| 1850 | 1860 | 1870 | 1880  | 1890  | 1900  |
| ---- | ---- | ---- | ----- | ----- | ----- |
| 248  | 905  | 948  | 1 506 | 2 455 | 2 739 |

| 1910  | 1920  | 1930  | 1940  | 1950  | 1960  |
| ----- | ----- | ----- | ----- | ----- | ----- |
| 2 745 | 3 311 | 3 380 | 5 078 | 6 819 | 8 069 |

| 1970  | 1980   | 1990   | 2000   | 2010   | - |
| ----- | ------ | ------ | ------ | ------ | - |
| 9 841 | 10 005 | 10 014 | 10 912 | 10 714 | - |

## Éducation
Arkadelphia abrite deux universités : l'université d'État Henderson et Ouachita Baptist University.

## Source
- (en) Cet article est partiellement ou en totalité issu de l’article de Wikipédia en anglais intitulé « Arkadelphia, Arkansas » (voir la liste des auteurs).

1. ↑  (en) « Arkadelphia, AR Population - Census 2010 and 2000 », sur censusviewer.com.
2. ↑  (en) « Population of Arkansas - Census 2010 and 2000 », sur censusviewer.com.
3. ↑  (en) « Language spoken at home by ability to speak English for the population 5 years and over », sur factfinder.census.gov (consulté le 20 mars 2017).
4. ↑  « Statistiques des États-Unis - Arkansas - Profils des comtés de 2010 » (consulté en novembre 2020)